# Максимейко Микола Олексійович
Максимейко Микола Олексійович (нар.5 (17) червня 1870, с.Волошнівка, Роменський повіт, Полтавська губернія, Російська імперія — пом.14 квітня 1941, Київ, УРСР) — український вчений-історик права, доктор права (1915), професор (1914), доктор юридичних наук, член-кореспондент Всеукраїнської Академії Наук (1925).

## Біографія
Народився у селянській родині.
Початкову освіту отримав у церковнопарафіяльній школі та прогімназії. Середню освіту завершив у Колегії Павла Ґалаґана у Києві (1884—1888).
Навчався на юридичному факультеті Київського Імператорського Університету Святого Володимира (1888—1892).
По закінченні університету з золотою медаллю був залишений стипендіатом при кафедрі історії російського права для підготовки магістерської дисертації. 1896 року отримав ступінь магістра державного права.
Від 1897 — приват-доцент Імператорського Харківського університету, член Харківського історико-філологічного товариства, від 1900 — Харківського юридичного товариства та Товариства поширення в народі грамотності.
У 1902 році захистив магістерську дисертацію «Сейми Литовсько-Руської держави по Люблінській унії» й отримав звання екстраординарного професора.
Від 1903 — екстраординарний, у 1905—1918 — ординарний професор кафедри історії російського права Імператорського Харківського університету.
Микола Максимейко провадив активну педагогічну та громадську діяльність. Викладав на жіночих та робітничих курсах, читав лекції з історії права в Харківському народному університеті (1903—1915).
Чимало зусиль доклав до організації 12-го Археологічного з'їзду, що відбувся у Харкові.
1905 року, разом із професорами Харківського університету Миколою Сумцовим, Дмитром Багалієм, Тимофієм Буткевичем, входив до складу Ради з питань про усунення обмежень Емського указу 1863 року, які стосувалися української мови і української літератури, яка також виступала за скасування утисків української культури.
Був прихильником ідей Конституційно-демократичної партії, відстоював її позиції на шпальтах харківських газет «Мир», «Волна», «Будущее». Але в «українському питанні» наголошував на необхідності децентралізації Російської імперії та надання автономії її народам.
1915 року успішно захистив дисертацію на тему «Опыт критического исследования Русской правды» та здобув ступінь доктора права.
Позицію М. Максимейка у часи революції в Росії 1917—1918 років та Громадянської війни 1917—1921 років в Україні пізніше оцінювали як  очікувальну: він не брав участі у засіданнях Партії народної свободи (партія кадетів), не виступаючи публічно за часів Української Центральної Ради, гетьманату Павла Скоропадського та Директорії Української Народної Республіки.
1919 року, як і більшість викладачів Харківського університету, співпрацював з Академічним союзом на допомогу Добровольчій армії.
Під враженням від розгорнутого денікінцями терору більшість діячів цього союзу 1920 року перейшли на бік радянської влади. Така позиція була єдино можливою для продовження наукової та педагогічної діяльності Миколи Максимейка. Але при цьому він залишився позапартійним. Був одним із ініціаторів та організаторів правового відділення Інституту народного господарства та першим деканом юридичного факультету цього закладу.
Через різке погіршення стану здоров'я 1920 року змушений був пере'їхати на Полтавщину, де викладав у школі та читав лекції серед населення.
У 1920—1924 роках працював ученим консультантом кодифікаційного відділу Народного комісаріату юстиції УСРР, а також професором правового відділення при Інституті народного господарства.
У 1924—1926 роках — професор Харківського геодезичного та землевпорядного інституту. 21 грудня 1925 року обраний членом-кореспондентом Всеукраїнської академії наук.
У 1926—1934 роках очолював секцію історії українського права Науково-дослідного інституту історії української культури імені академіка Багалія. 1928 року його змусили виступити на загальному засіданні співробітників НДІ з «публічною самокритикою» своїх поглядів як «буржуазно-націоналістичних». Така акція на якийсь час врятувала М. Максимейка від переслідувань. Проте 1929 року його кандидатура на обрання членом-кореспондентом ВУАН була відхилена.
1940—1941 — старший науковий співробітник Інституту історії України АН УРСР.
Помер у Києві.

## Наукова діяльність
Разом із вченими-правниками С. Вереткою, З. Висоцьким, В. Дністрянським, О. Малицьким, П. Момотом, Ю. Яворським на шпальтах юридичних журналів Микола Максимейко вів дискусію щодо розвитку української юридичної термінології .
1934—1940 брав участь у роботі Комісії АН УРСР з вивчення західноруського і українського права.
Праці вченого присвячені політичному ладові та праву Литовсько-Руської держави. Зробив значний внесок у дослідження «Руської Правди».
Праці Миколи Олексійовича Максимейка:
- Сеймы литовско-русского государства до Люблинской унии 1569 г. Х., 1902;
- Опыт критического исследования Русской правды, вып. 1. Х., 1914;
- Система Руської правди в її поширеній редакції. К., 1926;
- Інтерполяції в тексті поширеної Руської правди [Архівовано 30 листопада 2017 у Wayback Machine.] // Праці Комісії для виучування історії західно-руського та вкраїнського права. Вип. 6 . – 1929